# Hamra
Hamra este o arie protejată (arie specială de conservare — SAC, sit de importanță comunitară — SCI) din Suedia întinsă pe o suprafață de 25,9 ha, integral pe uscat.

## Localizare
Centrul sitului Hamra este situat la coordonatele 58°07′01″N 15°47′17″E / 58.1169°N 15.7881°E.

## Înființare
Situl Hamra a fost declarat sit de importanță comunitară în ianuarie 1998 pentru a proteja 1 specie de animale. Situl a fost protejat și ca arie specială de conservare în martie 2011.

## Biodiversitate
Situată în ecoregiunea boreală, aria protejată conține 3 habitate naturale: Pajiști cu Molinia pe soluri calcaroase, turboase sau argilos-nămoloase (Molinion caeruleae), Pășuni din zone de pădure fino-scandinave, Păduri de stejar sau de stejar și carpen sub-atlantice și medio-europene de Carpinion betuli.
La baza desemnării sitului se află o specie protejată de  nevertebrate: Osmoderma eremita.